# Chráň svoje bláznovstvá
A Chráň svoje bláznovstvá Peter Nagy 1984-ben megjelent első nagylemeze, melyet az Opus adott ki. Katalógusszáma: 9113 1569.

## Az album dalai

### A oldal
1. Chráň svoje bláznovstvá
2. Osud môj
3. Môj malý Edy
4. Taxis
5. Slovník čistých slov
6. Kristínka iba spí

### B oldal
1. Je mi ľúto zmúdrení
2. Spánok
3. Diera v plote
4. Vraky áut
5. Balet
6. Poslednýkrát